# Пенёр
Пенёр (фр. Peigneur) — солёное озеро в штате Луизиана, неподалёку от города Нью-Айбирия. До 21 ноября 1980 года озеро Пенёр было пресноводным, занимало площадь около 5 квадратных километров и имело среднюю глубину 3,3 метра.

## История
Пенёр было пресноводным неглубоким озером, популярным среди отдыхающих, до тех пор, пока из-за техногенной катастрофы 20 ноября 1980 года не была полностью изменена окружающая озеро экосистема.

## Катастрофа
Утром в пятницу 21 ноября 1980 года команда буровиков корпорации Wilson Brothers Corporation, которую нефтегазовая компания Texaco наняла для разведывательного бурения, вела поиск нефти под дном озера. Из-за ошибки в расчётах бур на глубине около 400 метров попал точно в свод третьего сверху уровня шахты, с помощью которой Diamond Crystal Salt Company разрабатывала соляной купол под озером. Шахта представляла собой сеть тоннелей 30 метров шириной и 24 метра высотой. Потолок шахты поддерживали оставленные для этого соляные столбы.
Вода быстро размыла 35-сантиметровое отверстие и ринулась вниз. В озере Пенёр сформировался гигантский водоворот, достигший 55 метров в диаметре, который засосал буровую установку, 11 барж, буксир, док, остров с ботаническим садом, дома и грузовики. Один из рыбаков, рыбачивший в это время на озере на лодке, оказался в зоне действия водоворота, однако смог выгрести на отмель, привязать лодку к дереву и оказаться в безопасности. Всего за три часа из озера ушло больше 13 млн м³ воды. Озеро связано каналом Делькамбр с находящимся в 20 километрах Мексиканским заливом, поэтому когда Пенёр стало мелеть, уровень воды в Делькамбре упал на метр, и солёная вода потекла в обратную сторону, заполняя пустеющее озеро. Спустя несколько дней, после выравнивания уровня воды, девять из одиннадцати барж всплыли назад.
Под давлением воздуха в шахте из её ствола взметнулся гейзер из воды и породы высотой около 120 метров.
Примечательно, что во время катастрофы никто из людей не пострадал. Все 55 рабочих шахты сумели выбраться на поверхность до того, как вода заполнила своды шахты. Девятерым шахтёрам с третьего уровня удалось быстро выбраться на поверхность в клети подъёмника. 41 рабочему с четвёртого уровня, который находится ниже 460 метров, пришлось выбираться на третий уровень по пояс в воде и ждать подъёмник, рассчитанный всего на 8 человек. Персонал буровой платформы покинул её до того, как её засосало в воронку.

## Засоление озера
Экосистема озера изменилась до неузнаваемости — пресную воду заменила солёная из канала. Сменились представители флоры и фауны — появились морские виды растений и животных. Максимальная глубина озера Пенёр выросла до 396 метров.

## Последствия
Компания, которой принадлежал соляной рудник, подала в суд на бурильщиков, а местные жители — на тех и других. Фирме-заказчику Texaco и подрядчику «Wilson Brothers» пришлось выплатить 32 миллиона долларов за уничтоженный рудник и 12,8 миллиона долларов местной общине за нанесённый экологический урон. Соляная шахта была окончательно закрыта в декабре 1986 года.